# Polene
Polene  je naselje v Občini Slovenske Konjice.